# Aedes ostentatio
Aedes ostentatio är en tvåvingeart som först beskrevs av George Frederick Leicester 1908.  Aedes ostentatio ingår i släktet Aedes och familjen stickmyggor. Inga underarter finns listade i Catalogue of Life.